# 1-羟基芘
1-羟基芘（英語：1-Hydroxypyrene）是一种多环芳香烃衍生物，化学式C16H10O，出现在暴露于空氣污染的户外工作者的尿液中，是人体代谢芘等多环芳香烃的产物。